# 2024年の鉄道
2024年の鉄道（2024ねんのてつどう）とは、2024年（令和6年）に起こった鉄道関係の出来事をまとめたページである。
2023年の鉄道 - 2024年の鉄道 - 2025年の鉄道

## 出来事の一覧

### 1月
- 1月1日
  -  （国有企業化）台湾鉄路管理局が国営企業の国営台湾鉄路股份有限公司となる[1]。
  -  高雄捷運[2]
    - （延伸開業） 高雄捷運環状軽軌 愛河之心駅 - 凱旋公園駅
    - （新駅開業） 新上国小駅、湾仔内駅、鼎山街駅、高雄高工駅、樹徳家商駅、聖功医院駅

### 2月
- 2月3日
  -  中国鉄路広州局集団有限公司
    - （延伸開業） 珠機都市間鉄道 珠海長隆駅 - 珠海機場駅[3]
- 2月29日
  -  ソウル交通公社
    - （駅名改称） ソウル地下鉄7号線 紫陽駅 ← トゥクソム遊園地駅[4]

### 3月
- 3月9日
  -  伊賀鉄道
    - （ICOCA導入） 伊賀線 伊賀上野駅 - 伊賀神戸駅間[5][6]
- 3月13日
  -  伊予鉄道
    - （ICOCA導入） 松山市内線[7][8]
- 3月15日
  -  西日本旅客鉄道
    - （路線廃止） 北陸本線 敦賀駅 - 金沢駅間 (130.7km)（ハピラインふくい、IRいしかわ鉄道に転換）
    - （列車廃止） 特急「おはようエクスプレス・おやすみエクスプレス」
    - （列車廃止） 特急「ダイナスター」

  -  東武鉄道
    - （運転取りやめ） 特急「アーバンパークライナー」

  -  グアダラハラ地下鉄
    - （開業）4号線（英語版）[9]
- 3月16日
  -  北海道旅客鉄道[10]
    - （駅廃止） 初野駅・恩根内駅（宗谷本線）、愛山駅（石北本線）、滝ノ上駅（石勝線）、中ノ沢駅（函館本線）[11]
    - （列車廃止） 快速「狩勝」
    - （Kitaca導入） 函館本線 岩見沢駅 - 旭川駅間、函館駅 - 新函館北斗駅間[12]

  -  東日本旅客鉄道[13]
    - （運行開始） 特急「スーパーつがる」（秋田駅 - 青森駅間）
    - （Suica導入） 奥羽本線（山形線） かみのやま温泉駅 - 村山駅間[注 1]、 左沢線 東金井駅 - 寒河江駅間[15]
    - （全車指定席化） 特急しおさい、わかしお・新宿わかしお、さざなみ・新宿さざなみ[16]

  -  西日本旅客鉄道[17]
    - （延伸開業） 北陸新幹線 金沢駅 - 敦賀駅間 (125.1km)[18]
    - （新駅開業）越前たけふ駅（北陸新幹線 福井駅 - 敦賀駅間）[19]
    - （運行開始） 特急「らくラクやまと」（奈良駅 - 新大阪駅間）
    - （列車名変更） 特急「びわこエクスプレス」→特急「らくラクびわこ」

  -  東海旅客鉄道、西日本旅客鉄道、九州旅客鉄道
    - （設備廃止） 東海道、山陽、九州新幹線で喫煙ルームを廃止。非常用の飲料水備蓄庫に転用。国内全新幹線で喫煙ルームがなくなる[20][21][22]。

  -  東京モノレール
    - （運賃改定） 運賃改定[23]。

  -  IRいしかわ鉄道
    - （転換開業） IRいしかわ鉄道線 大聖寺駅 - 金沢駅間 (46.4km)
    - （新駅開業） 西松任駅（IRいしかわ鉄道線 加賀笠間駅 - 松任駅間）[24][25]

  -  ハピラインふくい
    - （転換開業） ハピラインふくい線 敦賀駅 - 大聖寺駅間 (84.3km)

  -  名古屋鉄道
    - （新駅開業） 加木屋中ノ池駅（河和線 高横須賀駅 - 南加木屋駅間）[26][27][28][29]
    - （駅移設） 三河線 三河知立駅[30]
    - （運賃改定） 初乗り170円→180円（距離区分の変更はなし）。上飯田駅（2003年から）・柳津駅（2008年から）・西ノ口駅（2005年から）は移転特例廃止で、通常の駅位置で運賃計算になる[31]。三河知立駅発着の運賃については、三河線（三河八橋駅 - 猿投駅間）と豊田線（全区間）において、三河知立駅移設により値下げ。

  -  西日本鉄道
    - （新駅開業） 桜並木駅（天神大牟田線 雑餉隈駅 - 春日原駅間）[32][33]
    - （駅名改称） 聖マリア病院前駅 ← 試験場前駅（天神大牟田線）[34]
- 3月23日
  -  北大阪急行電鉄
    - （延伸開業） 南北線（南北線延伸線）千里中央駅 - 箕面萱野駅間 (2.5km)[35][36][37][38][39][40][41][42]
    - （新駅開業） 箕面船場阪大前駅、箕面萱野駅（南北線）[35][36][37][38][39][40][41][42]
- 3月28日
  -  長春軌道交通
    - （新規開業） 6号線（中国語版） 双豊駅 - 長影世紀城駅間 (29.57 km)[43]
- 3月30日
  -  GTX-A運営
    - （新規開業） 首都圏広域急行鉄道A路線（GTX-A）水西駅 - 東灘駅間 (34.9 km)[44][45]

  -  GTX-A運営・韓国鉄道公社
    - （新駅開業） 城南駅（首都圏広域急行鉄道A路線、京江線）[46]
- 3月31日
  -  南京地下鉄
    - （新規開業） 南京地下鉄5号線 [47] 吉印大道駅 - 文靖路駅間 (12.9 km)

### 4月
- 4月1日
  -  小田急箱根ホールディングス
    - （組織再編） 小田急電鉄傘下の小田急箱根ホールディングスを持株会社とする小田急箱根グループが組織を再編。小田急箱根ホールディングス、箱根登山鉄道、箱根観光船、箱根施設開発の4社が合併し「小田急箱根」となり、箱根登山バスと箱根プレザントサービスの2社は子会社となる[48]。

  -  北海道旅客鉄道
    - （路線廃止） 根室本線 富良野駅 - 新得駅間 (81.7km)[49][50][51][52][53][54][55][56]
    - （駅廃止） 布部駅、山部駅、下金山駅、金山駅、東鹿越駅、幾寅駅、落合駅（根室本線）[49][50][53][55]

  -  日本貨物鉄道
    - （路線廃止） 東海道本線（名古屋港線） 山王信号場 - 名古屋港駅間 (6.2km)[57]
    - （駅廃止） 名古屋港駅（東海道本線〈名古屋港線〉）
    - （信号場廃止） 八幡信号場（東海道本線〈名古屋港線〉）

  -  六甲山観光
    - （社名変更） 神戸六甲鉄道 ← 六甲山観光
    - （運営形態変更） 第二種鉄道事業者 ← 第一種鉄道事業者（六甲ケーブル線 六甲ケーブル下駅 - 六甲山上駅）（※経営形態を変更して、上下分離方式により事業を継続）

  -  阪神電気鉄道
    - （第三種鉄道事業開業） 六甲ケーブル線 六甲ケーブル下駅 - 六甲山上駅 (1.7km)[58][59]
- 4月1日
  -  龍仁軽量電鉄
    - （駅名改称） 龍仁軽電鉄 龍仁中央市場駅 ←運動場・松潭大駅[60]
- 4月5日
  -  パリ・トラム
    - （延伸開業） T3b線（フランス語版） ポルト・アニエール駅 - ポルト・ドーフィヌ駅間
    - （新駅開業） ポルト・ド・クルセル駅、ポルト・ド・シャンペール駅、ポルト・ド・ヴィリエ駅、ポルト・デ・テルヌ駅、ポルト・マイヨ駅、ブリュイ駅、ポルト・ドーフィヌ駅
- 4月19日
  -  西日本鉄道
    - （運転開始） 臨時有料座席列車「Nライナー」（西鉄福岡（天神）駅 - 花畑駅・大牟田駅間）[61]
- 4月27日
  -  シアトル リンクライトレール（英語版）
    - （新規開業） 2号線（英語版） [62]
    - （新駅開業） サウスベルビュー駅、イーストメイン駅、ベルビュー・ダウンタウン駅、ウィルバートン駅、スプリング地区駅、ベルレッド駅、オーバーレイク・ビレッジ駅、レドモンドテクノロジー駅

### 5月
- 5月1日
  -  スカイレールサービス
    - （路線廃止） 広島短距離交通瀬野線 みどり口駅 - みどり中央駅間 (1.3km)[63]
    - （駅廃止） みどり口駅、みどり中街駅、みどり中央駅（広島短距離交通瀬野線）

### 6月
- 6月29日
  -  GTX-A運営
    - （新駅開業） 駒城駅（首都圏広域急行鉄道A路線）

### 8月
- 8月9日
  -  韓国鉄道公社
    - （営業再開）京義線 臨津江駅 - 都羅山駅（3.7km）[64]

- 8月10日
  -  ソウル交通公社
    - （新規開業） 別内線（ソウル交通公社8号線延伸）岩寺駅 - 別内駅間 (12.9km)[65]
    - （新駅開業） 岩寺歴史公園駅、長者湖水公園駅、東九陵駅、茶山駅（別内線）

### 9月
- 9月1日
  -  マカオLRT
    - （新駅開業） タイパ線 協和医院駅（中国語版）[66]

- 9月21日
  -  西日本旅客鉄道
    - （ICOCA導入） 津山駅（津山線）[67]
- 9月28日
  -  万葉線
    - （ICOCA導入） 万葉線 高岡駅停留所 - 越ノ潟駅間[68]
- 9月29日
  -  四国旅客鉄道
    - （高架化） 予讃線 松山駅周辺[69]

### 10月
- 10月1日
  -  長崎電気軌道
    - （駅名改称） スタジアムシティサウス停留場 ← 宝町停留場、スタジアムシティノース停留場 ← 銭座町停留場[70][71]

  -  東海交通事業
    - （社名変更） JR東海交通事業 ← 東海交通事業[72][73]
- 10月3日
  -  九州旅客鉄道
    - （SUGOCA導入） 長崎本線 鍋島駅 - 江北駅間、佐世保線 江北駅 - 佐世保駅間、大村線 早岐駅 - ハウステンボス駅間[74]。
- 10月10日
  -  ソウル交通公社
    - （駅名改称） ソウル地下鉄4号線・榛接線 仏岩山駅 ← タンゴゲ駅[75]。

  -  大邱交通公社
    - （駅名改称） 2号線 寿城アルファシティ駅 ←大公園駅[76]

- 10月11日
  -  福井鉄道
    - （ICOCA導入） 福武線 たけふ新駅 - 田原町駅間、福井城址大名町駅 - 福井駅停留場間[77][78]

  -  えちぜん鉄道
    - （ICOCA導入） 勝山永平寺線 福井駅 - 勝山駅間、三国芦原線 福井口駅 - 三国港駅間[77][78]
- 10月12日
  -  ミラノ地下鉄
    - （開業） M4線 スフォルツァ・ポリクリニコ駅 - サン・クリストーフォロFS駅間[79]

### 11月
- 11月1日
  -  マカオLRT
    - （新規開業） 石排湾線 協和医院駅（中国語版） - 石排湾駅（中国語版） (1.6 km)[80]
    - （新駅開業） 石排湾駅（中国語版）

- 11月2日
  -  韓国鉄道公社
    - （新規開業） 西海線 西華城駅 - 洪城駅 (88.7km) [81]
    - （延伸開業） 平沢線 安仲駅 - 倉内信号場 (8.5km) [82]
    - （新駅開業） 西華城駅、華城市庁駅、郷南駅、安仲駅、仁州駅、合徳駅
- 11月30日
  -  韓国鉄道公社
    - （延伸開業） 中部内陸線 忠州駅 - 聞慶駅間（36.4km）[83]
    - （新駅開業） 乷味駅、水安保温泉駅、延豊駅
    - （駅移設） 聞慶駅 [83]

  -  台湾鉄路公司
    - （新駅開業） 縦貫線 鳳鳴駅

- -  テッサロニキメトロ（英語版）
    - （開業）1号線[84]

### 12月
- 12月1日
  -  立山黒部貫光
    - （路線廃止） 立山黒部貫光無軌条電車線 室堂駅 - 大観峰駅間 (3.7km)[85]
    - （駅廃止） 室堂駅、大観峰駅（立山黒部貫光無軌条電車線）

  -  札幌市電
    - （運賃改定） 運賃改定[86]。
- 12月2日
  -  マカオLRT
    - （新規開業） 横琴線 蓮花駅 - 横琴駅（中国語版） (2.2 km)[87]
    - （新駅開業） 横琴駅（中国語版）

- 12月14日
  -  韓国鉄道公社
    - （広域電鉄化） 大慶線亀尾駅 - 慶山駅間 (61.9km) [88]
- 12月20日
  - 韓国鉄道公社
    - （複線化・新線切替） 中央線 義城駅 - 北永川駅 [89]
    - （新駅開業） 軍威駅
    - （駅廃止）塔里駅、友保駅、花本駅、鳳林駅、新寧駅、花山駅

- 12月21日
  -  大邱交通公社
    - （延伸開業） 1号線 安心駅 - 河陽駅間（8.7km）[90]
    - （新駅開業） 大邱韓医大病院駅、釜湖駅、河陽駅

- 12月22日
  -  ホーチミン地下鉄
    - （新規開業）1号線[91]
    - （延伸開業） 1号線 ベンタイン駅 - スオイティエンバスターミナル駅間 (19.7km)
    - （新駅開業） ベンタイン駅、市民劇場駅、バソン駅、ヴァンタイン公園駅、タンカン駅、タオディエン駅、アンフー駅、ラックチエック駅、フオックロン駅、ビンタイ駅、トゥドゥック駅、ハイテクパーク駅、国家大学駅、スオイティエンバスターミナル駅（1号線）
- 12月27日
  -  上海市域鉄道
    - （新規開業） 機場連絡線 虹橋2号航站楼駅 - 浦東1号2号航站楼駅 (68.627km)[92]

- 12月28日
  -  GTX A運営
    - （延伸開業） 首都圏広域急行鉄道A路線 雲井中央駅 - ソウル駅間（32.9km）[93]。
    - （新駅開業） 雲井中央駅、キンテックス駅、大谷駅、ヨンシンネ駅、ソウル駅

- 12月30日
  -  瀋陽地下鉄
    - （新規開業） 3号線李達駅 - 南李官駅間[94]

## 主なダイヤ改正

### 3月
- 3月16日
  - JRグループ[10][95][96][17][97][98][99]
  - 道南いさりび鉄道[100]
  - 青い森鉄道[101]
  - 由利高原鉄道[102]
  - IGRいわて銀河鉄道[103]
  - 三陸鉄道[104]
  - 仙台空港鉄道[105]
  - 会津鉄道[106]
  - 阿武隈急行[107]
  - 野岩鉄道[108]
  - ひたちなか海浜鉄道[109]
  - 関東鉄道[110]
  - 鹿島臨海鉄道[111]
  - 流鉄[112]
  - 首都圏新都市鉄道[113]
  - 埼玉高速鉄道[114]
  - 東武鉄道[115]
  - 西武鉄道[116]
  - 京王電鉄[117]
  - 東京地下鉄[118]
  - 東京都交通局（三田線、新宿線）[119][120]
  - 東京臨海高速鉄道[121]
  - 東京モノレール[122]
  - 小田急電鉄[123]
  - 箱根登山鉄道[124]
  - 東急電鉄（東横線、目黒線、東急新横浜線）[125]
  - 横浜高速鉄道[126]
  - 横浜シーサイドライン[127]
  - 相模鉄道[128]
  - 東葉高速鉄道[129]
  - 千葉都市モノレール[130]
  - 銚子電気鉄道[131]
  - いすみ鉄道[132]
  - 小湊鉄道[133]
  - 富士山麓電気鉄道[134]
  - 北越急行[135]
  - えちごトキめき鉄道[136]
  - しなの鉄道[137]
  - 上田電鉄[138]
  - IRいしかわ鉄道[139]
  - 北陸鉄道（石川線）[140]
  - あいの風とやま鉄道[141]
  - えちぜん鉄道[142]
  - 福井鉄道[143]
  - 伊豆急行[144]
  - 岳南電車[145]
  - 天竜浜名湖鉄道[146]
  - 名古屋鉄道[147]
  - 名古屋市交通局（鶴舞線、上飯田線）[148][149]
  - 名古屋臨海高速鉄道[150]
  - 愛知環状鉄道[151]
  - 長良川鉄道[152]
  - 近畿日本鉄道[153]
  - 三岐鉄道（三岐線）[154]
  - 伊賀鉄道[155]
  - 近江鉄道[156]
  - 京都丹後鉄道[157]
  - 京都市交通局（烏丸線）[158]
  - 智頭急行[159]
  - 紀州鉄道[160]
  - 若桜鉄道[161]
  - 水島臨海鉄道[162]
  - 井原鉄道[163]
  - 広島高速交通[164]
  - 阿佐海岸鉄道[165]
  - 土佐くろしお鉄道[166]
  - 西日本鉄道[167]
  - 平成筑豊鉄道[168]
  - 甘木鉄道[169]
  - 松浦鉄道[170]
  - 南阿蘇鉄道[171]
  - 肥薩おれんじ鉄道[172]
- 3月23日
  - 新京成電鉄[173]
  - 大阪市高速電気軌道（御堂筋線、四つ橋線、ニュートラム）[174]
  - 北大阪急行電鉄[175]
  - 福岡市交通局（七隈線）[176]
- 3月25日
  - 広島電鉄[177]

### 4月
- 4月1日
  - 宇都宮ライトレール[178]
  - 一畑電車[179]
  - 島原鉄道[180]
- 4月15日
  - 富山地方鉄道[181]

### 6月
- 6月6日
  - 大井川鐵道[182]

- 6月29日
  - 熊本市交通局[183]

### 7月
- 7月20日
  - のと鉄道
  - 岡山電気軌道[184]

- 7月22日
  - 宇都宮ライトレール[185]

### 9月
- 9月1日
  - 東日本旅客鉄道（京葉線・内房線・外房線）[186]
- 9月29日
  - 四国旅客鉄道[187]

### 10月
- 10月1日
  - 福井鉄道[188]
- 10月5日
  - 西日本旅客鉄道(姫新線・呉線)[189]

### 11月
- 11月23日
  - 京成電鉄[190]
  - 京浜急行電鉄[191]
  - 芝山鉄道[192]
  - 北総鉄道[193]
  - 東京都交通局（浅草線）[194]

### 12月
- 12月1日
  - 札幌市電[86]
- 12月7日
  - 東京地下鉄(丸ノ内線)[195]
- 12月21日
  - 南海電気鉄道[196]
  - 大阪市高速電気軌道(谷町線)[197]

## 災害・不通・事故・事件など

### 1月
- 1月1日
  -  能登半島地震の影響で北陸新幹線、上越新幹線、サンダーバード、しらさぎなどが運転を見合わせた。詳細は能登半島地震 (2024年)#交通を参照[198]。西日本旅客鉄道の七尾線とのと鉄道の七尾線以外は1週間以内に復旧が完了し運行を再開した[199]。
- 1月15日
  -  西日本旅客鉄道
    - （運行再開） 七尾線 高松駅 - 羽咋駅間[200][201]
- 1月22日
  -  西日本旅客鉄道
    - （運行再開） 七尾線 羽咋駅 - 七尾駅間[202][203]
- 1月23日
  -  東日本旅客鉄道
    - （停電） さいたま市中央区の北与野駅付近で上野駅 - 大宮駅間の新幹線の架線が垂れ下がっており、東北新幹線、上越新幹線、北陸新幹線で停電が発生。東北新幹線は東京駅 - 仙台駅間、上越新幹線と北陸新幹線は東京駅 - 高崎駅間で運転を見合わせた[204]。

### 2月
- 2月15日
  -  西日本旅客鉄道
    - （運行再開） 七尾線 七尾駅 - 和倉温泉駅間[202][205]

  -  のと鉄道
    - （運行再開） 七尾線 和倉温泉駅 - 能登中島駅間[202][206]

### 4月
- 4月6日
  -  のと鉄道
    - （運行再開） 七尾線 能登中島駅 - 穴水駅間[206][207]

  -  南海電気鉄道
    - （運転再開） 高師浜線 羽衣駅 - 高師浜駅間[208][209]

### 6月
- 6月22日
  -  西日本旅客鉄道
    - （運転再開） 山陰本線 長門市駅 - 人丸駅間、滝部駅 - 小串駅間[210]

### 7月
- 7月22日
  -  東海旅客鉄道
    - 午前3時37分頃、東海道新幹線の豊橋駅-三河安城駅間で、保守用車が脱線した。この影響で、始発から東京駅-名古屋駅間で、運転を見合わせ、午前7時時点でも浜松駅-名古屋駅間で運転を見合わせた。また、山陽新幹線との直通運転も中止された。

  -  西日本旅客鉄道
    - 東海道新幹線内で発生した脱線事故の影響で、東海道新幹線との直通運転が中止された。

### 9月
- 9月22日
  -  黒部峡谷鉄道
    - 午前10時頃、出平駅-猫又駅間にあるトンネル内に土砂が流れ込んだ。この影響で、トロッコ電車（13両）がトンネル手前に停車し、乗客約60人が一時取り残された[211]。

### 11月
- 11月17日
  -  東日本旅客鉄道
    - 京浜東北線大井町駅での線路切り替え工事のため、品川駅 - 蒲田駅間で始発から16時半頃まで運休[212]。

## 鉄道車両

### 運転開始・運転終了・さよなら運転
- 1月20日
  -  西日本旅客鉄道
    - （運転開始） 227系（Urara）（山陽本線・伯備線）[213]
- 2月12日
  -  南阿蘇鉄道
    - （定期運用終了） MT-2000形・MT-3000形（3001）
- 2月29日
  -  上毛電気鉄道
    - （運転開始） 800形[214]
- 3月10日
  -  銚子電気鉄道
    - （運転終了） 2000形（2001）
- 3月15日
  -  北海道旅客鉄道
    - （定期運用終了） キハ40系（釧網本線・石北本線）

  -  東日本旅客鉄道
    - （定期運用終了） 255系「しおさい・わかしお・さざなみ」
    - （定期運用終了） 205系（鶴見線）

  -  いすみ鉄道
    - （定期運用終了） キハ52形

  -  西日本旅客鉄道
    - （定期運用終了） 221系（JR京都線・JR神戸線）[215]
- 3月16日
  -  東日本旅客鉄道
    - （運転開始） E8系「つばさ」[216]
    - （運転開始） E259系「しおさい」[217]

  -  WILLER TRAINS
    - （運転開始） KTR8500系
- 3月20日
  -  大阪市高速電気軌道
    - （運転終了） 20系（中央線）
- 3月23日
  -  九州旅客鉄道
    - （運転終了） 8620形・ 50系「SL人吉」[218]
- 3月29日
  -  銚子電気鉄道
    - （運転開始） 22000形[219][220][221]
- 3月31日
  -  東京地下鉄
    - （運転終了） 02系
- 4月6日
  -  西日本旅客鉄道
    - （運転開始） 273系「やくも」[222]

  -  東日本旅客鉄道
    - （運転開始） HB-E300系「SATONO」[223]
- 4月26日
  -  九州旅客鉄道
    - （運転開始） キハ47系・キハ125系「かんぱち・いちろく」（博多～由布院・別府）[224]
- 6月1日
  -  あいの風とやま鉄道
    - （定期運用終了） 413系
- 6月15日
  -  西日本旅客鉄道
    - （運転終了） 381系「やくも」
- 6月30日
  -  静岡鉄道
    - （運転終了） 1000形
- 7月21日
  -  阪急電鉄
    - （運転開始） 2300系（2代）[225]
- 9月1日
  -  舞浜リゾートライン
    - （運転終了）10形(Type X)[226]
- 10月5日
  -  西日本旅客鉄道
    - （運転開始） キハ189系 「はなあかり」[227]
- 10月7日
  -  近畿日本鉄道
    - （運転開始） 8A系[228][229][230]
- 10月24日
  -  仙台市交通局
    - （運転開始） 3000系[231]
- 10月25日
  -  北海道旅客鉄道
    - （運用開始） 733系（4000代）[232]
- 10月31日
  -  ひたちなか海浜鉄道
    - （運転終了） キハ205形・ミキ300形[233]
- 11月3日
  -  アルピコ交通
    - （運用終了） 3000形電車（3005-3006編成）
- 11月24日
  -  東日本旅客鉄道
    - （運転終了） EF64・EF65・DD51[234]

  -  熊本市交通局
    - （運転開始） 2400形[235]
- 11月29日
  -  福岡市交通局
    - （運転開始） 4000系[236]
- 12月15日
  -  富士山麓電気鉄道
    - （定期運用終了）1000系[237]
- 12月30日
  -  大井川鐵道
    - （運転開始）6000系

### 新系列・新形式
- 東日本旅客鉄道
  - E8系
- 西日本旅客鉄道
  - 273系
- 仙台市交通局
  - 3000系
- 阪急電鉄
  - 2300系（2代）
- 近畿日本鉄道
  - 8A系
- 福岡市交通局
  - 4000系
- 熊本市交通局
  - 2400形

### 譲渡形式
- カンボジア・ロイヤル鉄道 ← 北海道旅客鉄道
  - キハ183系
- タイ国有鉄道 ← 東日本旅客鉄道
  - キハ40系
- ひたちなか海浜鉄道 ← 東日本旅客鉄道
  - キハ100系
- 西武鉄道 ← 小田急電鉄
  - 8000形
- 近江鉄道 ← 西武鉄道
  - 2000系
- 三岐鉄道 ← 東海旅客鉄道
  - 211系
- ハピラインふくい ← 西日本旅客鉄道
  - 521系
- IRいしかわ鉄道 ← 西日本旅客鉄道
  - 521系

### 消滅形式
- 西日本旅客鉄道
  - 381系
- 九州旅客鉄道
  - 8620形
- 東京地下鉄
  - 02系
- いすみ鉄道
  - キハ52形
- あいの風とやま鉄道
  - 413系
- 静岡鉄道
  - 1000形
- 大阪市高速電気軌道
  - 20系
- 南阿蘇鉄道
  - MT-2000形・MT-3000形（3001）

### 受賞
- ブルーリボン賞 - 東武N100系電車[238]
- ローレル賞 - 宇都宮ライトレールHU300形電車、Osaka Metro400系電車[238]

## その他
- 3月16日
  -  JR各社
    - 乗継割引を廃止。
- 7月21日
  -  阪急電鉄
    - 京都本線の特急・通勤特急・準特急に座席指定サービスを導入[239][240]。
- 9月30日
  -  西日本旅客鉄道・京阪電気鉄道
    - JR・京阪連絡片道乗車券・乗継割引を廃止。
- 10月5日
  -  西日本旅客鉄道
    - 広島地区に「快速 うれしート」を導入[241]。